# Pietra Perduca
La pietra Perduca, o Perducca è una montagna dell'Appennino ligure situata in val Trebbia, nel comune italiano di Travo, in provincia di Piacenza.
Ofiolite di serpentino nero alto 659 m s.l.m. emerge fortemente dal versante ricompreso tra la sponda sinistra del fiume Trebbia e la sponda destra del torrente Dorba, affluente della Trebbia, non lontano dalla Pietra Parcellara, insieme alla quale fa parte del sito SIC-ZSC della Pietra Parcellara e Pietra Perduca.

## Geografia

### Geologia
Si tratta di un lembo di mantello terrestre, di natura serpentinica, finito sul fondo dell'oceano Ligure prima della sua chiusura, avvenuta circa 200 milioni di anni fa, a seguito di una frana sottomarina (olistostroma) che ha interessato un rilievo impostato sul mantello che costituiva il fondo dell'oceano. Questo lembo è stato così inglobato, quale olistolite, nella formazione geologica, ricca di componente argillosa, che in quel momento si andava depositando sul fondo, la quale è nota con la denominazione di complesso caotico o complesso di Pietra Parcellara.
Una volta creatosi il rilievo appenninico, i processi di degradazione meteorica e l'azione delle acque dilavanti hanno portato la dura massa serpentinica ad emergere, a causa del fenomeno dell'erosione differenziale, portandola a dominare il paesaggio circostante, composto in prevalenza da argille scagliose.

### Flora e fauna
Pur essendo situata in una zona piuttosto carente di ambienti umidi e, di conseguenza, apparentemente inadatta a loro, sulla Pietra Perduca sono presenti delle colonie di tritoni crestati e tritoni alpini le quali utilizzano per la loro riproduzione le vasche di raccolta dell'acqua piovana situate sulla cima del rilievo. Le pareti composte da materiale roccioso offrono un habitat adatto alla presenza di rapaci diurni tra cui il gheppio, lo sparviere, il biancone e la poiana.
Sulle pendici sono presenti diverse essenze tipiche dei serpentini come l'Asplenium cuneifolium, la felcetta lanosa, la Minuartia laricifolia, l'Alyssum bertolonii e il Linum campanulatum. Nei pressi della base del rilievo si trovano piccole aree parzialmente boscate dove l'essenza dominante è il carpino nero a cui si affiancano la roverella e il pero corvino, oltre a zone dove è forte la presenza di conifere, primo fra tutte il pino nero. Tra le piante arbustive si segnalano il ginepro, il biancospino e il perastro.

## Storia
I primi insediamenti nei pressi della Pietra Perduca risalgono alla Preistoria: nella zona sono stati trovati resti risalenti al medio Neolitico, mentre, proprio sull'eminenza rocciosa della cima sono state trovate tracce di un insediamento databile all'età del bronzo. La presenza di vasche scavate nella pietra destinate a raccogliere l'acqua piovana, fa pensare ad una frequentazione del rilievo per culti pagani, con particolare riferimento al culto delle acque e del dio Penn. Successivamente, alcuni resti di materiali concotti fanno pensare che in età romana nella zona potesse essere attiva una fornace.
Un primo edificio religioso in loco potrebbe essere stato fondato da parte dei monaci colombaniani dell'abbazia di San Colombano di Bobbio, grazie ai quali, durante l'alto Medioevo, tutta la zona circostante venne cristianizzata; la prima traccia documentata di questo edificio religioso, dedicato alla Madonna Assunta, risale al X secolo.
Successivamente, sulla cima del rilievo, venne costruito un castello che, così come il castello posto sulla sommità della vicina Pietra Parcellara, fu di parte dei possedimenti della famiglia Perduca, da cui deriva il nome stesso della montagna. Nel 1117 il primitivo edificio religioso presente, crollò a causa dei pesanti danni causati dal terremoto di Verona. In sua sostituzione, entro la fine del XII secolo, venne edificato un nuovo oratorio. Nel 1170 il maniero fu occupato da truppe di fede guelfa provenienti da Piacenza, le quali, al termine della loro operazione, lo rasero al suolo.
Durante il XV secolo l'oratorio venne fortemente rimaneggiato, lasciando solo alcune tracce, come i resti di alcuni affreschi posti sulle pareti, dell'edificio preesistente.

## Monumenti e luoghi d'interesse
Oratorio di Sant'AnnaSul lato occidentale si trova l'oratorio di Sant'Anna, costruzione di impianto quattrocentesco realizzato su un preesistente edificio risalente al XII secolo. Originariamente consacrato a Maria Assunta, nel XIX secolo venne dedicato a Sant'Anna. L'edificio è accessibile salendo una scalinata composta da gradini in pietra. La facciata è realizzata in pietra a vista e presenta un singolo portale di accesso, posto in posizione centrale sopra a cui si trova un architrave realizzato utilizzando una pietra di recupero su cui sono incisi caratteri latini e celtici. Il campanile si trova sul lato destro dell'edificio, vicino al presbiterio. L'interno presenta uno schema ad aula e contiene, sul lato destro, un altare dedicato alla Vergine Maria. Sono presenti anche una serie di dipinti tre e quattrocenteschi raffiguranti tra gli altri Sant'Antonio Abate, San Nicola di Bari, San Giorgio, San Michele pesatore di anime e San Colombano.